# Brigitte Latrille-Gaudin
Brigitte Latrille-Gaudin (Bordeaux, 15 aprile 1957) è un'ex schermitrice francese, vincitrice di una medaglia d'oro, una d'argento ed una di bronzo nella scherma ai giochi olimpici.